# Back in Black (álbum)
Back in Black es el séptimo álbum de estudio de la banda australiana de hard rock AC/DC, lanzado en 1980. Se grabó en Bahamas y estuvo producido por Robert "Mutt" Lange, el mismo a cargo de Highway to Hell.
En este disco hizo su estreno Brian Johnson en la voz principal, tras la muerte del vocalista Bon Scott. 

## Recepción
Las ventas mundiales del disco superan las 50 millones de copias, siendo así el segundo más vendido de la historia de la música después de Thriller de Michael Jackson, a pesar de nunca haber llegado al número 1 del Billboard 200. El álbum está dedicado a Bon Scott, y la cubierta del disco (el logo de AC/DC sobre fondo negro) es un claro homenaje al cantante fallecido.
En 2020 el álbum alcanzó el puesto 84 en la lista de los 500 mejores álbumes de todos los tiempos, según la revista Rolling Stone.

## Información general
Back in Black contiene diez canciones, siendo algunos de los éxitos más grandes de la banda, como "Shoot to Thrill", "Hells Bells", "You Shook Me All Night Long" o el homónimo "Back in Black". Es el álbum más vendido de la banda, así como también es el segundo álbum de mayor venta realizado por un grupo musical.
La canción "Back in Black" fue clasificada en el número 187 dentro de la lista de las 500 mejores canciones de todos los tiempos de Rolling Stone, y el sencillo "Shoot to Thrill" es considerado la canción más lograda de la banda. El álbum se colocó en la posición 73 de la lista de los 500 mejores álbumes de todos los tiempos de Rolling Stone.
El álbum también fue incluido en la lista de los "1001 discos que hay que escuchar antes de morir".
En 2018 el sello discográfico RCA ha anunciado la reedición de la placa en formato casete en una tirada limitada de 2500 copias. La iniciativa se enmarca en las acciones del próximo Record Store Day, que se realizó el sábado 21 de abril de 2018 en todo el mundo.

## Lista de canciones
Todas las canciones están compuestas por Brian Johnson, Angus Young y Malcolm Young.
| Lado A |                                  |          |  |
| N.º    | Título                           | Duración |  |
| 1.     | «Hells Bells»                    | 5:13     |  |
| 2.     | «Shoot to Thrill»                | 5:20     |  |
| 3.     | «What Do You Do for Money Honey» | 3:36     |  |
| 4.     | «Givin the Dog a Bone»           | 3:32     |  |
| 5.     | «Let Me Put My Love Into You»    | 4:16     |  |

| Lado B |                                       |          |  |
| N.º    | Título                                | Duración |  |
| 6.     | «Back in Black»                       | 4:16     |  |
| 7.     | «You Shook Me All Night Long»         | 3:31     |  |
| 8.     | «Have a Drink on Me»                  | 4:00     |  |
| 9.     | «Shake a Leg»                         | 4:06     |  |
| 10.    | «Rock 'n' Roll Ain't Noise Pollution» | 4:27     |  |

## Personal

### Miembros de AC/DC
- Brian Johnson - voz principal y coros
- Angus Young - guitarra principal
- Malcolm Young - guitarra rítmica y coros
- Cliff Williams - bajo y coros
- Phil Rudd - batería

### Producción
- Robert John "Mutt" Lange - productor
- Tony Platt- ingeniero
- Benji Armbrister - asistente ingeniero
- Bob Defrin - dirección artística
- Robert Ellis - fotografía
- Rodrigo Octavio Jiménez Durán - remasterizador
- Brad Samuelsohn - mezclador

## Posiciones en listas
| País           | Lista              | Máxima Posición |
| -------------- | ------------------ | --------------- |
| Estados Unidos | Billboard 200      | 4               |
| Reino Unido    | UK Albums Chart    | 1               |
| Dinamarca      | Tracklisten        | 27              |
| Finlandia      | Mitä hittiä        | 9               |
| Noruega        | VG-lista           | 8               |
| Suecia         | Sverigetopplistan  | 12              |
| Suiza          | Swiss Music Charts | 36              |
| Austria        | Ö3 Austria Top 40  | 6               |
| España         | PROMUSICAE         | 33              |
| Nueva Zelanda  | Rianz              | 24              |
| Francia        | SNEP               | 130             |

| Sencillo                            | Lista | Lista | Lista | Lista |
| Sencillo                            | IRL   | ALE   | RU    | EUA   |
| ----------------------------------- | ----- | ----- | ----- | ----- |
| You Shook Me All Night Long         | 19    | 29    | 38    | 4     |
| Rock 'n' Roll Ain't Noise Pollution | 15    | —     | 15    | —     |

## Certificaciones
| País  | Certificación          | Ventas      | Fecha |
| ----- | ---------------------- | ----------- | ----- |
| CRIA  | Diamante               | 1 000 000+  | 2019  |
| RIAA  | 2xDiamante + 5×Platino | 25 000 000+ | 2019  |
| CAPIF | 3×Platino              | 180 000+    | 2019  |
| SNEP  | 2×Platino              | 1 300 000+  | 2019  |
| BPI   | 2xPlatino              | 600 000+    | 2019  |
| IFPI  | 2×Platino              | 100 000+    | 2019  |
| BVMI  | 2×Platino              | 1 000 000+  | 2019  |